# Aslak Fonn Witry
Aslak Fonn Witry (Trondheim, 10 marzo 1996) è un calciatore norvegese, difensore del Rosenborg.

## Carriera

### Club
Cresciuto nei settori giovanili di Strindheim e Rosenborg, nel 2015 si è trasferito al Ranheim.
Dopo aver collezionato 103 presenze ufficiali totali con la squadra di Trondheim, il 20 dicembre 2018 è stato acquistato dal Djurgården, con cui ha firmato un quadriennale. Ritagliatosi sin da subito un posto da terzino destro titolare, al termine della prima stagione con il club stoccolmese ha contribuito con 3 gol e 6 assist in 25 presenze alla conquista dell'Allsvenskan 2019, laureandosi dunque campione di Svezia insieme al resto della squadra. Oltre a ciò, Witry è stato uno dei tre nomi in lizza per il riconoscimento di miglior giovane dell'anno del campionato di quell'anno. Ha continuato a rivestire un ruolo di primo piano nell'undici titolare del duo di tecnici Kim Bergstrand e Thomas Lagerlöf per tutto il periodo in cui egli è rimasto in rosa.
La sua parentesi di due anni e mezzo nel club è terminata ufficialmente il 9 agosto 2021, quando la società ha comunicato la cessione del giocatore agli olandesi dell'AZ Alkmaar, nonostante in quel momento – a quasi metà stagione – il Djurgården fosse in lotta per giocarsi nuovamente il titolo nazionale.

### Nazionale
Ha giocato nella nazionale norvegese Under-18.

## Statistiche

### Presenze e reti nei club
Statistiche aggiornate al 23 novembre 2019.
| Stagione        | Club            | Campionato      | Campionato | Campionato | Coppe nazionali | Coppe nazionali | Coppe nazionali | Coppe continentali | Coppe continentali | Coppe continentali | Supercoppe | Supercoppe | Supercoppe | Totale | Totale |
| Stagione        | Club            | Comp            | Pres       | Reti       | Comp            | Pres            | Reti            | Comp               | Pres               | Reti               | Comp       | Pres       | Reti       | Pres   | Reti   |
| --------------- | --------------- | --------------- | ---------- | ---------- | --------------- | --------------- | --------------- | ------------------ | ------------------ | ------------------ | ---------- | ---------- | ---------- | ------ | ------ |
| 2014            | Rosenborg       | ES              | 0          | 0          | CN              | 1               | 0               | UEL                | -                  | -                  | -          | -          | -          | 1      | 0      |
| 2015            | Ranheim         | 1.D             | 7+1        | 0          | CN              | 1               | 0               | -                  | -                  | -                  | -          | -          | -          | 9      | 0      |
| 2016            | Ranheim         | 1.D             | 27         | 1          | CN              | 2               | 0               | -                  | -                  | -                  | -          | -          | -          | 29     | 1      |
| 2017            | Ranheim         | 1.D             | 30+4       | 2          | CN              | 3               | 0               | -                  | -                  | -                  | -          | -          | -          | 37     | 2      |
| 2018            | Ranheim         | ES              | 26         | 2          | CN              | 2               | 0               | -                  | -                  | -                  | -          | -          | -          | 28     | 2      |
| Totale Ranheim  | Totale Ranheim  | Totale Ranheim  | 90+5       | 5          |                 | 8               | 0               |                    | -                  | -                  |            | -          | -          | 103    | 5      |
| 2019            | Djurgården      | A               | 25         | 3          | CS              | 4               | 1               | -                  | -                  | -                  | -          | -          | -          | 29     | 4      |
| Totale carriera | Totale carriera | Totale carriera | 115+5      | 8          |                 | 13              | 1               |                    | -                  | -                  |            | -          | -          | 133    | 9      |

## Palmarès

### Club

#### Competizioni nazionali
- Allsvenskan: 1

Djurgården: 2019
- Campionato bulgaro: 3

Ludogorec: 2022-2023, 2023-2024, 2024-2025
- Coppa di Bulgaria: 2

Ludogorec: 2022-2023, 2024-2025
- Supercoppa di Bulgaria: 3

Ludogorec: 2022, 2023, 2024